# 8236 Gainsborough
A 8236 Gainsborough (ideiglenes jelöléssel 4040 P-L) a Naprendszer kisbolygóövében található aszteroida. Cornelis Johannes van Houten, Ingrid van Houten-Groeneveld és Tom Gehrels fedezte fel 1960. szeptember 24-én.